# 骆腾凤
骆腾凤（？—？），字鸣冈，号春池，江蘇淮安人。清朝数学家。嘉庆六年举人，道光六年任知县，改授舒城县训导。不到一年便辞官回乡，教书育人。道光二十二年八月，卒於家，年72岁。著有《开方释例》四卷，《游艺录》二卷

## 延伸阅读
[在维基数据编辑]
 《清史稿·卷507》，出自趙爾巽《清史稿》